# Валковський потік
Валковський потік (словац. Valkovský potok) — річка в Словаччині, ліва притока Радомки, протікає в округах Свидник і Бардіїв.
Довжина приблизно 6.5-7.0 км. Витік знаходиться в масиві Ондавська височина — на висоті близько 350 метрів — ліс Лази. Протікає територією сіл Штефурів; Вальківці; Округле; Маргань та Ласцов.
Впадає в Радомку на висоті приблизно 205—210 метрів.